# Netelia labi
Netelia labi är en stekelart som beskrevs av Ian D. Gauld 1983. Netelia labi ingår i släktet Netelia och familjen brokparasitsteklar. Inga underarter finns listade i Catalogue of Life.